# 600 nanòmetres
600 nanòmetres (600 nm) és una tecnologia de fabricació de semiconductors en què els components tenen una dimensió de 600 nm. És una millora de la tecnologia de 800 nm. La llei de Moore diu que la superfície és redueix a la meitat cada 2 anys, per tant el costat del quadrat de la nova tecnologia serà de {\displaystyle 600\simeq {\frac {800}{\sqrt {2}}}}. Sabent que els àtoms de silici tenen una distància entre ells de 0,543 nm, llavors el transistor té de l'ordre de 1105 àtoms de llargada.

## Tecnologia emprada
- Tecnologia de litografia millorada.

## Processadors
| Fabricant | Data | CPU             | Notes       |
| --------- | ---- | --------------- | ----------- |
| Intel     | 1995 | Pentium Pro, II |             |
| AMD       | 1996 | K5              |             |
| NEC       | 2004 | VR4300          | Nintendo 64 |

| Fabricant                | Intel (BiCMOS) | Intel (CMOS) | NEC   | IBM     | Motorola | HP      |
| ------------------------ | -------------- | ------------ | ----- | ------- | -------- | ------- |
| Nom del procés           |                |              |       | CMOS-4S |          | CMOS14B |
| Primera producció        | 1994           | 1994         | 1992  | 1993    | 1994     |         |
|                          | Valor          | Valor        | Valor | Valor   | Valor    | Valor   |
| Pas de contacte de porta | ? nm           | ? nm         | ? nm  | ? nm    | ? nm     | ? nm    |
| Pas de connexió          | ? nm           | ? nm         | ? nm  | ? nm    | ? nm     | ? nm    |
| Cel·lula 1 bit de RAM    | ? µm²          | ? µm²        | ? µm² | ? µm²   | ? µm²    | ? µm²   |